# كي باتشة (همبرات)
کي باتشة (بالفارسية: کی پاچه) هي قرية تقع في إيران في قسم همبرات الريفي.